# Hetereleotris caminata
Hetereleotris caminata és una espècie de peix de la família dels gòbids i de l'ordre dels perciformes.

## Morfologia
Els mascles poden assolir els 4 cm de longitud total.

## Distribució geogràfica
Es troba des de Shimoni (Kenya) fins a Bazaruto (Moçambic).